# 家電少女
『家電少女』は、Aniplex Mobileより2015年4月30日から2016年3月31日まで配信されたスマートフォン向けゲームアプリ（育成型パズルRPG）。

## 概要
ソフト開発はアニプレックスの子会社・番長製作所が担当した。
Android版は2015年4月30日、iOS版は同年5月8日にリリースされた。
次世代電力チップを資源として100種類以上の家電と少女が合体した家電少女が開発されたが、彼女たちを操りカラーチップを独占しようとする悪の工場長たちと戦う。ゲームの形式はマッチ3ゲーム式。
家電メーカー（シャープ、タニタ、キングジム、トランセンド、富士通ゼネラル、泉精器製作所など）やコンピュータゲームメーカー（セガゲームス（セガ・ハード・ガールズ）、タカラトミーアーツ）とタイアップして実在する家電製品も登場した。
2015年6月30日から7月23日にかけて劇場版 魔法少女まどか☆マギカ［新編］叛逆の物語とのコラボレーションイベントが開催され、魔法少女たちが家電と合体し家電少女となった。
2016年3月31日15時をもってサービスが終了した。それに伴い、同年4月1日15時から発行された「家電石」が払い戻しされることになった。

## キャラクター
ポーラ（-）；（声優：石原夏織）
フィルムカメラの家電少女。
イチカ（-）：（声優：上田麗奈）
デジタル一眼レフカメラの家電少女。
のん（-）：（声優：大森日雅）
ミラーレス一眼の家電少女。
ピリカ（-）：（声優：新田ひより）
スタンガンの家電少女。
タホ（-）：（声優：早瀬莉花）
インターホンの家電少女。
かえで（-）：（声優：大西沙織）
監視カメラの家電少女。
ありす（-）：（声優：石上静香）
ジューサーの家電少女。
ミキ（-）：（声優：小澤亜李）
ミキサーの家電少女。
こまめ（-）：（声優：山崎エリイ）
豆電球の家電少女。
まどか（-）：（声優：伊藤美来）
丸型蛍光灯の家電少女。
メグ（-）：（声優：高森奈津美）
リチウム電池の家電少女。
イオナ（-）：（声優：長縄まりあ）
リチウムイオン電池の家電少女。
ルカ（-）：（声優：豊田萌絵）
アルカリ電池の家電少女。
とうこ（-）：（声優：小澤亜李）
デスクトップタワー型パソコンの家電少女。
みすず（-）：（声優：田中真奈美）
水冷PCの家電少女。
きよか（-）：（声優：尾高もえみ）
キャニスター掃除機の家電少女。
ちよ（-）：（声優：鬼頭明里）
ハンディ掃除機の家電少女。
カフィ（-）：（声優：田中美海）
コーヒーメーカーの家電少女。
かおる（-）：（声優：桑原由気）
エスプレッソマシーンの家電少女。
ちの（-）：（声優：伊藤美来）
カプチーノマシーンの家電少女。
しおん（-）：（声優：村川梨衣）
体温計の家電少女。
みほ（-）：（声優：石原夏織）
体重計の家電少女。
ひじり（-）：（声優：早瀬莉花）
体組成計の家電少女。
ひな（-）：（声優：大西沙織）
CD-Rの家電少女。
みお（-）：（声優：新田ひより）
DVD-Rの家電少女。
あおい（-）：（声優：石上静香）
ブルーレイディスクの家電少女。
てれみ（-）：（声優：村川梨衣）
液晶テレビの家電少女。
こずえ（-）：（声優：伊藤美来）
プラズマテレビの家電少女。
きぬよ（-）：（声優：尾高もえみ）
リアプロジェクションテレビの家電少女。
あいこ（-）：（声優：高森奈津美）
スチームアイロンの家電少女。
ひまり（-）：（声優：石原夏織）
オーブンレンジの家電少女。
カリナ（-）：（声優：鬼頭明里）
トースターの家電少女。
いぶき（-）：（声優：早瀬莉花）
ドライヤーの家電少女。
レイカ（-）：（声優：豊田萌絵）
カールドライヤーの家電少女。
セイラ（-）：（声優：田中真奈美）
インクジェットプリンタの家電少女。
みおり（-）：（声優：小澤亜李）
3Dプリンタの家電少女。
スー&ピカ（-）：（声優：村川梨衣）
ステレオスピーカーの家電少女。
ねいろ（-）：（声優：長縄まりあ）
6.1chスピーカーの家電少女。
すずか（-）：（声優：石原夏織）
壁掛けエアコンの家電少女。
フーコ（-）：（声優：大西沙織）
業務用エアコンの家電少女。
ふうか（-）：（声優：大森日雅）
扇風機の家電少女。
マイコ（-）：（声優：小澤亜李）
マイコン炊飯器の家電少女。
ミスティ（-）：（声優：鬼頭明里）
スチーマーミストの家電少女。
ネイリー（-）：（声優：桑原由気）
ネイルケアの家電少女。
ハルナ（-）：（声優：伊藤美来）
LANケーブルの家電少女。
あみ（-）：（声優：石上静香）
無線LANルーターの家電少女。
けいこ（-）：（声優：上田麗奈）
ガラケーの家電少女。
マリナ（-）：（声優：長妻樹里）
タブレット端末の家電少女。
マホ（-）：（声優：豊田萌絵）
スマホの家電少女。
しずる（-）：（声優：大西沙織）
縦型洗濯乾燥機の家電少女。
しずく（-）：（声優：伊藤美来）
冷蔵庫の家電少女。
つばさ（-）：（声優：村川梨衣）
バリカンの家電少女。
マナ（-）：（声優：鬼頭明里）
ボールマウスの家電少女。
やよい（-）：（声優：田中真奈美）
キーボードの家電少女。
すみれ（-）：（声優：大森日雅）
Webカメラの家電少女。
ほかげ（-）：（声優：小倉唯）
ワインセラーの家電少女。
チエ（-）：（声優：佳村はるか）
タコ焼き機の家電少女。
りんこ（-）：（声優：高森奈津美）
自作パソコンの家電少女。
うるは（-）：（声優：赤﨑千夏）
プラズマクラスタードライヤーの家電少女。
ささ（-）：（声優：宗像安室）
お茶プレッソの家電少女。
いずみ（-）：（声優：深川芹亜）
どっちもドア冷蔵庫の家電少女。
さあや（-）：（声優：田澤茉純）
餅つき機の家電少女。
アリサ（-）：（声優：石原夏織）
FAXの家電少女。
じょあん（-）：（声優：高橋未奈美）
除湿機の家電少女。
おとね（-）：（声優：春瀬なつみ）
デジタル耳せんの家電少女。
まひる（-）：（声優：荒川美穂）
黒球式熱中症指数計の家電少女。
のぼせ（-）：（声優：朝井彩加）
ホームサウナの家電少女。
てら（-）：（声優：高野麻里佳）
ポータブルストレージの家電少女。
いつき（-）：（声優：朝井麻里佳）
スチームクリーナーの家電少女。
エリカ（-）：（声優：高柳知葉）
高圧洗浄機の家電少女。
コイン（-）：（声優：久保ユリカ）
POSレジの家電少女。
アナ（-）：（声優：山本亜衣）
電源タップの家電少女。
ペン・リー（-）：（声優：松井恵理子）
ペンタブレットの家電少女。
さつき（-）：（声優：朝井彩加）
電子辞書の家電少女。
まごみ（-）：（声優：奥野香耶）
生ごみ処理機の家電少女。
ハンナ（-）：（声優：宮本佳那子）
鼻毛カッターの家電少女。
ラム（-）：（声優：長縄まりあ）
ドラム式洗濯機の家電少女。
からみ（-）：（声優：田澤茉純）
タコ足配線の家電少女。
りりあ（-）：（声優：悠木碧）
ハンディカメラの家電少女。
カンナ（-）：（声優：長妻樹里）
スチームオーブンレンジの家電少女。
あかね（-）：（声優：高森奈津美）
シェーバー往復の家電少女。
くるみ（-）：（声優：小澤亜李）
シェーバー回転の家電少女。
ローラ（-）：（声優：山崎エリイ）
エステローラーの家電少女。
アスカ（-）：（声優：長妻樹里）
蛍光灯の家電少女。
なおみ（-）：（声優：石上静香）
ヘアアイロンの家電少女。
ななせ（-）：（声優：村川梨衣）
フードプロセッサーの家電少女。
ちあき（-）：（声優：上田麗奈）
圧力IH炊飯器の家電少女。
あずさ（-）：（声優：田中真奈美）
IH炊飯器の家電少女。
みゆり（-）：（声優：新田ひより）
冷凍冷蔵庫の家電少女。
つらら（-）：（声優：石上静香）
冷凍庫の家電少女。
あきら（-）：（声優：三宅麻理恵）
電子レンジの家電少女。
アゲハ（-）：（声優：大西沙織）
フライヤーの家電少女。
いろは（-）：（声優：田中美海）
カラーレーザープリンターの家電少女。
モニカ（-）：（声優：高森奈津美）
モニタースピーカーの家電少女。
リオナ（-）：（声優：豊田萌絵）
ロボット掃除機の家電少女。
エリナ（-）：（声優：高橋未奈美）
DVDレコーダーの家電少女。
かすみ（-）：（声優：田中美海）
窓用エアコンの家電少女。
ジュンカ（-）：（声優：長妻樹里）
サーキュレーターの家電少女。
テリア（-）：（声優：鬼頭明里）
シャンデリアの家電少女。
ハナ&レオナ（-）：（声優：上田麗奈）
ズボンプレッサーの家電少女。
ひなた（-）：（声優：久保ユリカ）
太陽光発電の家電少女。
ひびき（-）：（声優：水瀬いのり）
ヘッドフォンの家電少女。
みさお（-）：（声優：悠木碧）
アーケードコントローラーの家電少女。
みさき（-）：（声優：三宅麻理恵）
無線機の家電少女。
みささ（-）：（声優：高柳知葉）
ホットサンドメーカーの家電少女。
ほなみ（-）：（声優：尾高もえみ）
ラジオの家電少女。
シーファ（-）：（声優：田中真奈美）
シーリングファンライトの家電少女。
シュレッディ（-）：（声優：上田麗奈）
シュレッダーの家電少女。
ピーコ（-）：（声優：長妻樹里）
コピー機の家電少女。
アイリ（-）：（声優：桑原由気）
コードレススチームアイロンの家電少女。
ふりな（-）：（声優：木村珠莉）
3Dファンの家電少女。
はるみ（-）：（声優：稲川英里）
ラベルライターの家電少女。
めるも（-）：（声優：西明日香）
デジタルメモの家電少女。
デュアル（-）：（声優：山本亜衣）
体組成計インナースキャンデュアルの家電少女。
らん（-）：（声優：洲崎綾）
活動量計カロリズムの家電少女。
とわ（-）：（声優：尼子絢那）
GPS搭載&Wi-Fi対応ドライブレコーダーの家電少女。
ここ（-）：（声優：二ノ宮愛子）
UHS-IU3対応256GB SDXCカードの家電少女。
ソニア（-）：（声優：立花理香）
ソニックアワーポータブルの家電少女。
こだち（-）：（声優：田中あいみ）
3Dラテメーカーアワタチーノの家電少女。
いちの（-）：（声優：本渡楓）
ツメタオイチーノの家電少女。
レディ・ノクリア（-）：（声優：田中美海）
エアコンの家電少女。
ぴゅあら（-）：（声優：伊藤美来）
空気清浄機の家電少女。
ちぐさ（-）：（声優：石原夏織）
脱臭機の家電少女。
エルメス（-）：（声優：後藤沙緒里）
電話・ビデオデッキ・ラジカセの複合家電少女。
ドリームキャスト（-）：（声優：M・A・O）
ドリームキャストの家電少女。
セガサターン（-）：（声優：高橋未奈美）
セガサターンの家電少女。
メガドライブ（-）：（声優：井澤詩織）
メガドライブの家電少女。
セガ・マークIII（-）：（声優：田中真奈美）
セガ・マークIIIの家電少女
マスターシステム（-）：（声優：髙山ゆうこ）
マスターシステムの家電少女。
ゲームギア（-）：（声優：田中美海）
ゲームギアの家電少女。
ロボピッチャ（-）：（声優：もものはるな）
ロボピッチャの家電少女。
ビジュアルメモリ（-）：（声優：上坂すみれ）
ビジュアルメモリの家電少女。
SC-3000（-）：（声優：相沢舞）
SC-3000の家電少女。

## 沿革
- 2015年3月3日 公式サイト、公式Twitter開設[3]
- 2015年4月30日 Android版リリース[3]
- 2015年5月8日 iOS版リリース[3]
- 2015年5月12日 家電少女×SHARPコラボ開催
- 2015年5月19日 50万ダウンロード突破
- 2016年3月31日 サービス終了[3]